# عمارت باغ سپهدار
عمارت باغ سپهدار کوشکی آجری در دو طبقه است که در خیابان فلسطین غربی شهر قزوین، محوطه باغ تاریخی هزار جریب، قرار دارد و در دوره قاجار ساخته شده‌است.

## پیشینه
عمارت باغ سپهدار قزوین، منسوب به محمدولی خان تنکابنی ملقب به سپهدار اعظم، شخصیت معروف دوره قاجاریه می‌باشد. این بنا ملهم از عمارت کلاه فرنگی (کاخ چهلستون) و مهمانخانه بزرگ قزوین بنا شده‌است. الگو برداری از دو بنای شاهانه و مجلل دوره‌های صفوی و قاجاریه نمایانگر طبع قدرت طلب سپهدار می‌باشد که برای نمایش اقتدار و جایگاه خود در قزوین ساخته شده‌است. تاریخ احداث آن را می‌توان به سال‌های ۱۳۲۳ تا ۱۳۲۷ هجری قمری نسبت داد.
عمارت در جنگ جهانی اول مورد استفاده نظامیان روس و انگلیس قرار گرفت و چون محمد ولی خان تنکابنی به دولت بدهکاری مالیاتی پیدا کرد، این بنا مانند دیگر املاک ایشان به تصرف دولت درآمد. بنا به سبب عدم رسیدگی دچار آسیب گشت تا اینکه در سال ۱۳۳۵ مرمت شده و در اختیار اداره کشاورزی قرار گرفت و بعد در زمره آثار ملی به ثبت رسید.

## معماری بنا
این عمارت به اوایل دوران پهلوی تعلق دارد. نمای ضلع شمالی این بنا رو به سمت خیابان فلسطین است. این عمارت شبیه کوشک ساخته شده وایوانی به صورت غلام گردشی دور آن قراردارد. درطبقه همکف این عمارت، یک راهرویاسالن مرکزی و تعدادی اتاق با کاربری خدماتی و در طبقه بالای آن یک تالار مستطیل شکل کشیده و تعدادی اتاق قرارگرفته‌است. ضلع شرقی وغربی این بنا دارای هفت ستون ودوستون مشترک در تقاطع اضلاع است و در اضلاع شمالی وجنوبی آن پنج ستون وجود دارد. همچنین کف عمارت اندکی بالاتر از کف حیاط قرارگرفته‌است.

## موزه کشاورزی
عمارت باغ سپهدار اکنون به صورت موزه کشاورزی مورد استفاده قرار گرفته می‌شود. برای فضاسازی و تجهیز این موزه که از مصوبات سفر سوم هیئت دولت به قزوین است، با مشارکت اداره کل میراث فرهنگی و سازمان جهاد کشاورزی استان قزوین، هفت میلیارد ریال اعتبار هزینه شده‌است. در موزه کشاورزی قزوین ابزار و ادوات قدیمی کشاورزی از جمله سم پاشی، گاوآهن، خرمن کوب، ترازو، حوزهای سنگی جهت آبش خور چهار پایان در باغستان‌های سنتی، انواع داس، اره، ظروف مسی، کوزه‌های سفالی، قفل و شیرآلات و سنگ‌های آسیاب در فضای تاریخی و زیبا در معرض دید عموم قرار گرفته‌است.

## ثبت ملی
باغ سپهدار مربوط به اواخر دوره قاجاریه است و در قزوین، انتهای خیابان فلسطین غربی واقع شده و این اثر در تاریخ ۳ اسفند ۱۳۷۷ با شمارهٔ ثبت ۲۲۲۷ به‌عنوان یکی از آثار ملی ایران به ثبت رسیده‌است.